# Campeonato Mundial de Luge de 2003
O Campeonato Mundial de Luge de 2003 foi a 34ª edição da competição e foi disputada entre os dias 21 e 23 de fevereiro em Sigulda, Letônia. 

## Medalhistas
| Evento                                 | Ouro                                                               | Prata                                                                    | Bronze                                                                          |
| Individual masculino detalhes          | ITA Armin Zöggeler                                                 | LAT Mārtiņš Rubenis                                                      | AUT Rainer Margreiter                                                           |
| Individual feminino detalhes           | GER Sylke Otto                                                     | GER Sylke Kraushaar                                                      | GER Barbara Niedernhuber                                                        |
| Duplas detalhes                        | AUT Áustria Andreas Linger Wolfgang Linger                         | AUT Áustria Tobias Schiegl Markus Schiegl                                | GER Alemanha Patric Leitner Alexander Resch                                     |
| Revezamento misto por equipes detalhes | GER Alemanha Georg Hackl Sylke Otto Patric Leitner Alexander Resch | LAT Letônia Mārtiņš Rubenis Anna Orlova Zigmars Berkolds Sandris Berzins | AUT Áustria Reiner Margreiter Sonja Manzenreiter Andreas Linger Wolfgang Linger |

## Quadro de medalhas
| Ordem | País     |   |   |   |   |
| 1     | Alemanha | 2 | 1 | 2 | 5 |
| 2     | Itália   | 1 | 1 | 2 | 4 |
| 3     | Áustria  | 1 |   |   | 0 |
| 4     | Letónia  |   | 2 |   | 0 |